# Formicomymar venezuelaensis
Formicomymar venezuelaensis är en stekelart som beskrevs av Yoshimoto 1990. Formicomymar venezuelaensis ingår i släktet Formicomymar och familjen dvärgsteklar. Inga underarter finns listade i Catalogue of Life.